# Dragoman (stacja kolejowa)
Dragoman (bułg. Железопътна гара Драгоман) – stacja kolejowa w miejscowości Dragoman, w obwodzie sofijskim, w Bułgarii. Znajduje się na ważnej magistrali kolejowej Sofia – Nisz. Została otwarta w 1887.

## Linie kolejowe
- Sofia – Nisz